# Z jakim się wdajesz, takim się stajesz
Z jakim się wdajesz, takim się stajesz. Przysłowie – jednoaktowa komedia Aleksandra Fredry.
Data powstania sztuki nie jest znana. Stanisław Pigoń domniemywał, że mogła powstać w późniejszym okresie twórczości po 1864, ale zastrzegał, że jest to luźna hipoteza. Po śmierci autora komitet zajmujący się jego spuścizną zaliczył utwór do słabszych i przeznaczył do zagrania w 1877. Prapremiera odbyła się we Lwowie 14 lutego 1877, w Krakowie sztukę wystawiono 18 lutego 1877, zaś w Warszawie 28 czerwca 1877. Drukiem ukazała się po raz pierwszy w 1880 w tomie IX pośmiertnego wydania dzieł Fredry (s. 201–236). Komedia miała dwie inscenizacje w Teatrze Polskiego Radia: w 1976 (reż. Jan Świderski) oraz w 1995 (reż. Jan Warenycia).
Treścią utworu jest zazdrość starych mężów o żony, również w podeszłym wieku. Sprytna służąca Justysia pokazuje jednak braciom, że to kompan Mateusz zatruwa ich podejrzliwością. Utwór można określić jako krotochwilę. Zalicza się też do gatunku przysłowia dramatycznego, który powstał w XVIII w., a w wieku XIX przeżywał odrodzenie.